# Эксетер Чифс
«Эксетер Чифс» (англ. Exeter Chiefs — «Эксетерские вожди»; официальное название — Регбийный клуб Эксетер) — английский регбийный клуб из одноимённого города, графство Девон. Команда проводит домашние матчи на стадионе «Сэнди Парк», способном вместить 12 600 зрителей. Традиционные цвета — чёрный для основной формы и белый для гостевой. Команда основана в 1871 году, однако первая её игра состоялась только в 1873-ем. С наступлением профессиональной эпохи в регби «Чифс» долгое время выступали в низших дивизионах Англии и сумели попасть в Премьер-лигу лишь в 2010 году.
После повышения команда стабильно улучшала свои результаты, в сезоне 2013/14 «Вождям» покорился Англо-валлийский кубок, а два года спустя они впервые в истории дошли до финала плей-офф Премьер лиги, но потерпели поражение от «Сарацинов». Триумфальным для клуба стал сезон 2016/17. В финальном матче «Чифс» одержали победу над «Уоспс» со счётом 20:23.

## История
В 1905 году был сыгран матч с «Олл Блэкс» на «Каунти Граунд». За встречей наблюдали шесть тысяч зрителей.
Томас Келли, игравший за «Чифс» на позиции лока, был капитаном сборной Англии. 1 января 1908 года он привёл национальную команду к победе над соперниками из Франции со счётом 19-0.
В конце 2010-х годов клуб задействовал все ресурсы для выхода в высший дивизион. В частности, сезон 2007/08 отмечен приобретением многих опытных спортсменов.
Четырежды команда выходила в финал соревнования «И-ди-эф Энерджи Трофи», однако все решающие матчи завершились поражением «Эксетера».
Традиционно болельщики «Чифс» приветствуют игру клуба боевыми распевами, зачастую в сопровождении ударных.

## Игроки

### Текущий состав
Состав команды на сезон 2017/18:

### «Британские и ирландские львы»
Перечисленные игроки «Эксетер Чифс» представляли сборную команду «Британских и ирландских львов»:
- Джек Ноуэлл: 2017[3]
- Томас Фрэнсис: 2017[4]
- Стюарт Хогг: 2021

## Достижения
| Профессиональные турниры - Английская премьер-лига - Победитель: 2016/17 - Финалист: 2015/16 - Чемпионшип - Победитель: 2009/10 - Второе место (3): 2004/05, 2007/08, 2008/09 - Англо-валлийский кубок - Победитель: 2013/14 - Финалист (2): 2014/15, 2016/17 - Кубок европейских чемпионов - Победитель: 2019/20 | Любительские турниры - Авива Лига А - Победитель (2): 2011/12, 2015/16 - Третий национальный дивизион - Победитель: 1996/97 - Четвёртый национальный дивизион - Победитель: 1995/96 - Трофей EDF Energy - Финалист (4): 2001/02, 2002/03, 2006/07, 2007/08 |